# Despero
Despero es un personaje ficticio, un supervillano extraterrestre que aparece en el Universo de DC Cómics. Su primera aparición fue en Justice League of América #1 (octubre de 1960) y fue creado por 
Gardner Fox y Mike Sekowsky.
Debutó en la edad de plata de los cómics, el personaje ha aparecido en diversos cómics y en otros productos relacionados con DC Cómics como series animadas de televisión, largometrajes, tarjetas comerciales y videojuegos. Es un enemigo de la Liga de la Justicia, la Corporación de linternas Verdes, el Detective Marciano y Booster Gold.
En el 2010 la IGN nombró a Despero el 96.º Villano de cómic más grande de todos los tiempos.

## Historia de la publicación
Despero apareció por primera vez en la liga de la Justicia de América #1 (octubre de 1960). Su escritor Mike Conroy señaló "Fue el primero de varios conquistadores a los que el universo tendría que temer por su poder."
Luego de su publicación Despero se convirtió en un villano semi regular y regresó en Liga de la Justicia de América #26 (marzo de 1964), #133-134 (agosto - septiembre de 1976), y #177-178 (abril - mayo de 1980). El personaje también hizo apariciones en Liga de la Justicia de América #247 - 250 (febrero - mayo de 1986) y después presentado como el villano principal en el #251-254.
Despero vuelve en un amplio arco de la historia en la Liga de la Justicia de América #37-40 (abril-julio de 1990) y la Liga de la Justicia de Europa #30 - (septiembre de 1991 a enero de 1992) 34. El cuerpo del personaje reapareció como sede de L-Ron en Justice League Task Force #0 (octubre de 1994), #13-33 (junio de 1994 a marzo de 1996), y #37 (agosto de 1996) y Liga de la Justicia Internacional Vol. 2 #67-68 (agosto-septiembre de 1994). Despero reapareció en forma de espíritu en Supergirl vol. 4, #17-18 (enero-febrero de 1998) y Young Justice #6 (marzo de 1999).
Despero finalmente reapareció en la novela gráfica JLA/JSA: Virtue and Vice (diciembre de 2002), y apareció en la historia de "Crisis of Conscience" en JLA #115-119 (septiembre-noviembre de 2005), Superman/Batman #33 (marzo de 2007) y Trinity #4 (junio de 2008). Despero volvió a una forma más humana en un argumento alternativo del universo en Booster Gold Vol. 2 #5 (febrero de 2008) y #7-10 (abril-agosto de 2008).
El personaje regresó en Justice League of América Vol 2 #38 (diciembre de 2009) y aparece en R.E.B.E.L.S. Vol. 2 #12-13 (marzo-abril de 2010).
En 2009, Despero fue clasificado como el 96° villano más grande de los cómics de IGN.

## Biografía del personaje
Despero primero aparece en la persecución de dos rebeldes del planeta Kalanor, en el que el gobierna como tirano. (Pre-crisis es un sistema solar dimensional). Los rebeldes estaban tratando de crear un arma para derrotarlo. Los rebeldes se ponen en contacto con la Liga de la Justicia de América con el miembro de la JLA Flash aceptando el desafío de Despero después de que él colocara al resto del grupo en un trance hipnótico, pero Flash es derrotado en un juego similar al ajedrez debido al truco de Despero usando su tercer ojo con poderes mentales, el junto con el resto del JLA son enviados a mundos diferentes. Despero se enteró de esto leyendo la mente de uno de los rebeldes que había rastreado y teletransportado, pero Flash estaba protegido por el "resplandor azul" del viajero dimensional. La JLA es capaz de escapar de todos los peligros en los mundos y regresar a la Tierra usando al viajero dimensional, un secuaz de Despero posee después de que el Flash lo derrota. Despero ha encontrado al rebelde y planea usar su arma de absorción de energía que esperaba usar para desactivar sus armas para conquistar la Tierra, pero Snapper Carr lo usa para debilitar al villano después de fingir que ha sido hipnotizado, aunque el 'resplandor azul' lo protegió. Despero es entonces encarcelado y Kalanor es liberado.
Luego el villano extirpa quirúrgicamente su tercer ojo, haciéndole perder sus poderes hipnóticos. Con el tiempo le vuelve a crecer, después simula su muerte en una explosión en un laboratorio y en venganza edades mitad de la liga de la justicia y hace desaparecer el resto a otros tres mundos, donde ha causado reptiles, insectos, y la vida marina a ser inteligentes, planeando la conquista de los mundos más adelante. Cuando Despero intenta engañar a la Mujer Maravilla disfrazándose como Superman, se impone sobre el villano con su lazo de la verdad, dándose cuenta de que la energía no debería haber afectado a Superman, y le obliga a deshacer sus acciones. Despero se frustra de nuevo cuando la Liga de la Justicia interviene en sus planes de conquista intergaláctica, y miembro de guardar el Marciano que está siendo obligado a jugar una partida de ajedrez en la vida y la muerte.

## Poderes y Habilidades
Despero es un extraterrestre del planeta Kalanor, es un genio intelectual que posee un tercer ojo en su frente capaz de controlar la mente, generar ilusiones, telequinesis, y telepatía. Despero es también facultado por la "Llama de Py'Tar", una fuente mística de poder que le concede Fuerza sobrehumana, resistencia, y la capacidad de alterar su masa (del tamaño humano a gigante). Repetidamente ha sido mostrado siendo más poderoso que Supermán y Shazam. Sin embargo su poder varia en función de la energía psiónica que ejerce.

## En otros medios

### Televisión
- Despero aparece en la serie animada de la Liga de la Justicia en el episodio "corazones y mentes" con la voz de Keith David. En esta versión, Despero es un nativo del planeta desértico de Kalanor. Nacido con un tercer ojo y estando solo. En sus viajes por el desierto, se topó con la Llama de Py'tar, lo que le dio la capacidad de controlar las mentes de los demás y proyectar poderosos rayos de energía que podría dominar incluso a los Linternas Verdes. Él construyó un ejército de seguidores que recibían el poder de Py'tar, derrotando a varios miembros del Cuerpo de Linterna Verde, y amenazando con extender su cruzada fanática a través de la galaxia. Finalmente se descubrió que la Llama de Py'tar es en realidad la fuerza de vida latente de Kalanor. El Detective Marciano permite que este hable a través de su cuerpo, exponiendo de esta manera a Despero como un fraude, después de eso Py'tar es liberado. Py'tar luego extendió su poder a través de Kalanor, haciendo aparecer abundante vegetación. Los seguidores de Despero que viajaban por el universo se transforman en árboles que caen a los planetas cercanos. Mientras que el propio Despero se arrastra bajo tierra para no ser visto de nuevo, sus últimas palabras son: "Oh Py'tar, ahora veo ... el paraíso!".
- Despero aparece en Batman: The Brave and the Bold en el episodio "Los Ojos de Despero" con la voz de Kevin Michael Richardson. En esta versión tiene los ojos en las palmas de sus manos, además del tercer ojo en la cabeza. Él planea derribar y destruir a Los Linternas Verdes hipnotizando a sus miembros a convertirse en su ejército. Cuando tiene éxito en corromper a un gran número de las linternas, Hal Jordan, se sacrifica. Despero altera su plan, corrompiendo a Mogo con el fin de utilizar su gran poder para lavar el cerebro de mundos enteros en un instante. Batman, es convocado por el anillo de Hal, así como las linternas Verde Guy Gardner, Sinestro, y G'nort, se unen para liberar a Mogo y la derrotar a Despero. Una vez que se libera Mogo, tira una roca que golpea a Despero. En "Duelo de los que cruzan dobles!", Batman hace que los Outsiders luchen contra Despero en Metrópolisen una simulación.
- Despero aparece en la Young Justice: Invasión en el episodio "picos". En esta versión es un gladiador que llega a la Tierra para demostrar que es el más grande guerrero en 93 sistemas estelares. Él no vuela ni habla sino que deja que su mayordomo L-Ron hable por él. Despero atrapa en un campo de fuerza a varios miembros, pone Zatanna en un trance con el fin de tener un combate cuerpo a cuerpo y ataca al Capitán Maravilla y a Superboy. Cuando el Capitán Maravilla regresa a ser Billy Batson, Despero lo pone en un trance y derrota a Superboy. Cuando Despero intenta tomar la cabeza de Superboy, Avispa lo ataca, pero termina en un trance. En el último momento, Mal Duncan aparece como El Guardián manteniendo ocupado a Despero mientras Superboy y la Señorita Marciana buscan un plan para detenerlo. la Señorita Marciana despierta a Zatanna y redirige los poderes de Despero contra él, lo que permite a Superboy noquearlo. Más tarde Capitán Átomo menciona que Despero está bajo la custodia del Dominio. En "The Hunt", Despero fue visto con Mongul y el equipo en las células de estasis de Warworld.